# Lauri Kristian Relander
Lauri Kristian Relander (31. května 1883, Kurkijoki – 9. února 1942, Helsinky) byl finský politik, 2. prezident Finska mezi lety 1925–1931. Byl reprezentantem strany Agrární liga, jež se dnes jmenuje Finský střed. V letech 1919–1920 byl předsedou finského parlamentu.

## Životopis
Narodil se v Karélii, jež je dnes součástí Ruska. Vystudoval filozofii a agronomii na Helsinské univerzitě. Poté, od roku 1908 do roku 1917, pracoval jako výzkumný pracovník ve státní zemědělské experimentální stanici. V roce 1914 získal doktorát, ale nepodařilo se mu získat na univerzitě místo. V roce 1910 byl prvně zvolen do parlamentu za agrárníky. Po získání nezávislosti Finska se stal předsedou parlamentu. Později byl jmenován guvernérem provincie Viipuri. V roce 1925 se stal kandidátem své strany v prezidentských parlamentních volbách. Jeho nominace byla překvapením, neboť nepatřil k hlavním osobnostem strany. Přesto ve volbě zvítězil, když ve třetím kole hlasování porazil kandidáta za Národní progresivní stranu (Kansallinen Edistyspuolue) Risto Rytiho poměrem hlasů 172 ku 109. Podle dobových pověstí získal hlasy Švédské lidové strany, neboť jeho žena byla příslušníkem švédské menšiny ve Finsku, což není však jisté, neboť i Ryti měl manželku švédského původu. Pravděpodobnější je, že rozhodlo, že Relander budil menší odpor než Ryti.
Jako prezident proslul častými státními návštěvami, takže si získal přezdívku Reissu-Lasse (Cestující Lasse). Často se rozebírala jeho politická nezkušenost. Preferoval menšinové vlády před většinovými. Dovolil sestavit menšinový kabinet i sociálním demokratům, což byl historický průlom (osobní přátelství ho pojilo zvláště s vůdcem sociální demokracie Väinö Tannerem). Neblokoval vzestup žen – jmenoval první ženskou ministryni vlády (Miinu Sillanpääovou). Dvakrát rozpustil parlament (v roce 1929 po sporu o mzdy státních zaměstnanců a v roce 1930 po zákazu komunistické strany). Podpořil krajně pravicové hnutí Lapua, ale svou podporu odvolal, jakmile hnutí začalo unášet politické oponenty.
Po konci mandátu odešel z politiky a v letech 1931–1942 byl generálním ředitelem Suomen maalaisten paloapuyhdistys, rolnické pojišťovny. Zemřel v roce 1942 na srdeční selhání.